# Lindy Huppertsberg

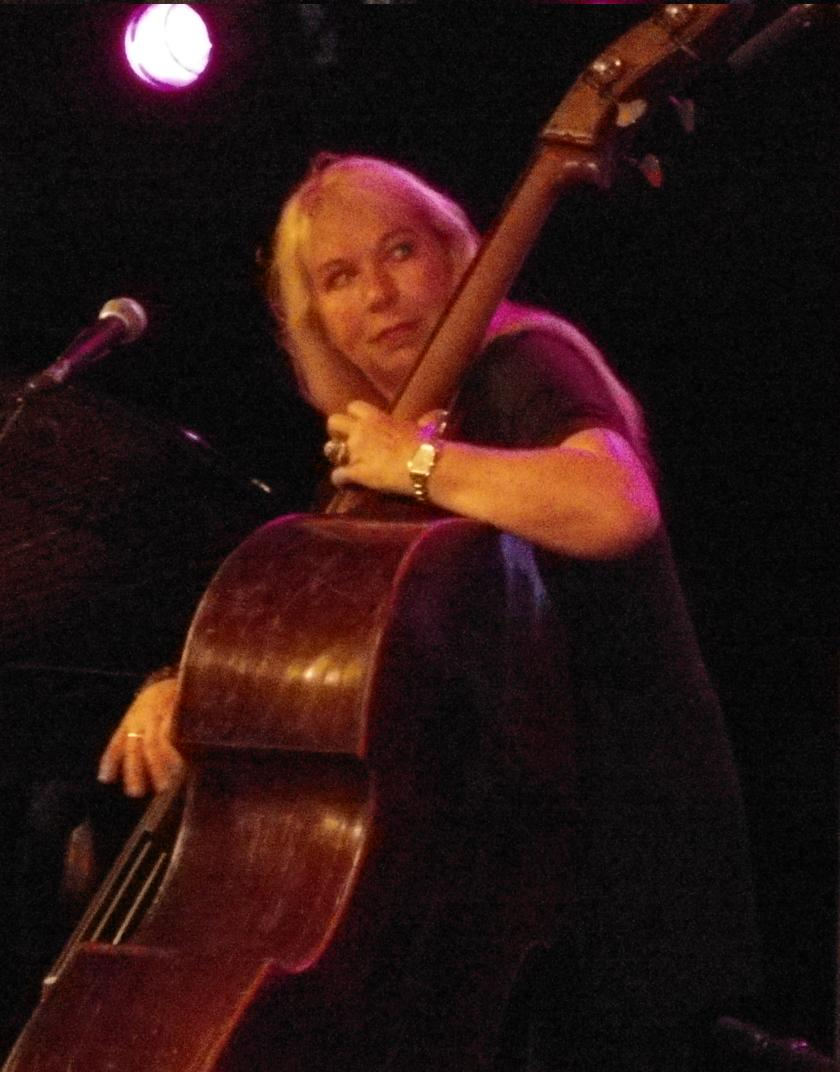
Lindy Huppertsberg beim Jazzfestival St. Ingbert 2013

Lindy Huppertsberg (* 11. Januar 1956 in Köln) ist eine deutsche Jazzmusikerin (Kontrabassistin und Bandleaderin).

## Leben und Wirken
Nach Kindheit mit Blockflöten-, Akkordeon- und Klavierunterricht sorgte der Vater (Ballettmeister und Tanzlehrer) für eine Ausbildung zur Bankkauffrau. Durch ihren damaligen Ehemann Agi Huppertsberg, den Pianisten der Barrelhouse Jazzband, entwickelte sich schnell eine tiefe Liebe zum Jazz. Als 1979 die Barrelhouse Jazzband einen Roadie suchte, übernahm sie diesen Job, zunächst mit einem autodidaktischen Crashkurs auf dem Bass. 1980 wurde sie zur „Vollbassistin“ der Band, in der sie bis 1989 tätig war. Ein Schulmusikstudium in Mainz erfolgte parallel zu den intensiven Konzertreisen mit der Band. 1985 schloss sie das Studium mit dem Staatsexamen ab und ist seitdem als freischaffende Musikerin tätig.
1989 gründete sie ihre erste eigene Band Lady Bass & The Real Gone Guys mit Dirk Raufeisen (p), Tommie Harris (dr, voc) und Ron Ringwood (voc). Den Musikernamen „Lady Bass“ verlieh ihr ihr Lehrer Ray Brown. Von 1987 bis 2000 veranstaltete sie zusammen mit Ron Ringwood einmal pro Jahr das International Jazz Festival at Sea, eine einwöchige Kreuzfahrt auf dem Mittelmeer mit 50 internationalen Musikern, rund 700 Jazzfans und 120 Konzerten auf fünf Bühnen. Durch gemeinsame Auftritte mit US-Musikern wie Harry Sweets Edison, Clark Terry, Benny Golson oder Roy Hargrove entstand 1994 die Frauen-Mainstreamband, The Swinging Ladies – ein Quintett mit amerikanischen Musikerinnen, das sich durch Tourneen und Aufnahmen in Europa etablierte.
2002 ging daraus die Band WitchCraft hervor, bis 2006 mit Anke Helfrich (p), Carola Grey (dr) und den Gastsolistinnen Stacy Rowles (tp, Flügelhorn, voc, Tochter von Jimmy Rowles) und Carolyn Breuer (sax). In der aktuellen Besetzung sind Claudia Zinserling (p) und Angela Frontera (dr, perc) beteiligt. Daneben arbeitete sie mit Thilo Wagner, mit Vano Bamberger und mit der Frauen-Bluesrockband „Sally Moon & Sagitta“. Seit 2010 tourte sie zudem mit Charly Antolini Meets the Jazz Ladies, zu denen auch die Sängerin Nina Michelle und Saxophonistin Stephanie Lottermoser gehören; mit dieser Formation entstanden zwei Alben. Seit 2014 ist sie wieder als Bassistin der Barrelhouse Jazzband tätig. Daneben arbeitete sie aktuell im Trio Classic Affairs (mit Christof Sänger und Tobias Schirmer) und mit den Swinging Ladies 2.0 (mit Anke Helfrich, Carola Grey, Stephanie Lottermoser und Cora Brunner).
Huppertsberg lebt seit 2004 in Frankenthal zusammen mit dem Jazz-Bassisten Johannes Schaedlich. 2001 erhielt sie die Ehrenbürgerschaft der Stadt New Orleans.

## Diskografische Hinweise
- Lady Bass & The Real Gone Guys: Lady Be Good (1991)
- Harry Sweets Edison Quintet: Swingin’ Sweets (1992)
- The Swinging Ladies Take One (1995)
- WitchCraft WitchCraft Live (2004, mit A. Helfrich, C. Grey, S. Rowles, C. Breuer)
- Centerpiece: Three to Get Ready (2009, mit Thilo Wagner, Gregor Beck sowie Patrick Artero, Matthias Seuffert)
- WitchCraft: 3 | 3 | 3 (2012, mit Jelena Jurajewa, Angela Frontera)
- Andreas Hertel, Dusko Goykovich, Tony Lakatos, Lindy Huppertsberg, Jens Biehl: Keepin' the Spirit (Laika 2015)